# Miguruwe
Miguruwe è una circoscrizione rurale (rural ward) della Tanzania situata nel distretto di Kilwa, regione di Lindi. Conta una popolazione di 3 381 abitanti (censimento 2012).